# SEIKOグルメワールド 世界食べちゃうぞ!!
『SEIKOグルメワールド 世界食べちゃうぞ!!』（セイコーグルメワールド せかいたべちゃうぞ）は、1984年6月2日から1987年6月13日まで日本テレビ系列局で放送されていた日本テレビ製作のグルメ番組である。服部セイコー（現・セイコーグループ）の一社提供。放送時間は毎週土曜 22:00 - 22:30 （日本標準時）。

## 概要
1984年3月まで金曜22:00枠で放送されていた『SEIKOワールドドキュメント』と同様に、世界各地でロケを敢行していた番組。司会の関口宏が毎回2人前後のゲストとともに各国へ向かい、現地で食べ歩きロケをする模様を放送していた。
スポンサーの変更に伴い、番組は3年で同タイトルでの放送を終了。当時平日13:00枠の料理番組『ごちそうさま』のスポンサーも務めていた味の素の一社提供番組『味の素・世界ごちそうさま!!』へとリニューアルした。

## スタッフ
- 企画：加藤光夫
- 構成：豊村剛、田村隆、章田宙谷、武豊
- 協力：日本航空
- 取材協力：関口宏事務所
- 技術協力：八峯テレビ技術
- 音楽：佐藤允彦
- ディレクター：伊藤輝夫、後藤喜男、大野克己、玉井浩
- 演出プロデューサー：長尾忠彦
- プロデューサー：草野公、辻澄子、牛丸謙壱
- 制作：加藤光夫
- 制作協力：IVSテレビ制作
- 製作著作：日本テレビ

## 関連書籍
いずれも日本テレビ自身が出版。実際の表紙タイトルは「グルメワールド 世界食べちゃうぞ!!」であるが、書誌情報には「世界食べちゃうぞ!! グルメワールド」と登録されている。
| タイトル                                         | 巻数 | 初版発行日 | ISBNコード         |
| ------------------------------------------------ | ---- | ---------- | ------------------ |
| グルメワールド 世界食べちゃうぞ!!                | 1    | 1984年12月 | ISBN 4-8203-8446-5 |
| グルメワールド 世界食べちゃうぞ!!                | 2    | 1985年2月  | ISBN 4-8203-8502-X |
| グルメワールド 世界食べちゃうぞ!!                | 3    | 1985年4月  | ISBN 4-8203-8519-4 |
| グルメワールド 世界食べちゃうぞ!!                | 4    | 1985年8月  | ISBN 4-8203-8526-7 |
| グルメワールド 世界食べちゃうぞ!!                | 5    | 1985年10月 | ISBN 4-8203-8530-5 |
| グルメワールド 世界食べちゃうぞ!!                | 6    | 1985年12月 | ISBN 4-8203-8540-2 |
| グルメワールド 世界食べちゃうぞ!!                | 7    | 1986年4月  | ISBN 4-8203-8616-6 |
| グルメワールド 世界食べちゃうぞ!! 味の旅・旅の味 | 8    | 1986年8月  | ISBN 4-8203-8632-8 |
| グルメワールド 世界食べちゃうぞ!! 味の旅・旅の味 | 9    | 1986年10月 | ISBN 4-8203-8638-7 |
| グルメワールド 世界食べちゃうぞ!! 味の旅・旅の味 | 10   | 1986年12月 | ISBN 4-8203-8642-5 |
| グルメワールド 世界食べちゃうぞ!! 味の旅・旅の味 | 11   | 1987年2月  | ISBN 4-8203-8702-2 |
| グルメワールド 世界食べちゃうぞ!! 味の旅・旅の味 | 12   | 1987年4月  | ISBN 4-8203-8727-8 |
| グルメワールド 世界食べちゃうぞ!! 味の旅・旅の味 | 13   | 1987年6月  | ISBN 4-8203-8734-0 |
| グルメワールド 世界食べちゃうぞ!! 味の旅・旅の味 | 14   | 1987年6月  | ISBN 4-8203-8735-9 |

| 日本テレビ系列 土曜22:00枠 （服部セイコー一社提供枠）                           | 日本テレビ系列 土曜22:00枠 （服部セイコー一社提供枠）                   | 日本テレビ系列 土曜22:00枠 （服部セイコー一社提供枠）        |
| 前番組                                                                          | 番組名                                                                  | 次番組                                                       |
| ------------------------------------------------------------------------------- | ----------------------------------------------------------------------- | ------------------------------------------------------------ |
| テレビ三面記事 ウィークエンダー （1975年4月5日 - 1984年5月26日） ※22:00 - 22:54 | SEIKOグルメワールド 世界食べちゃうぞ!! （1984年6月2日 - 1987年6月13日） | 味の素・世界ごちそうさま!! （1987年6月20日 - 1988年10月8日） |